# Apple of Sodom
«Apple of Sodom» — дванадцята пісня із саундтреку фільму Загублене шосе, записана гуртом Marilyn Manson. Хоча трек не випустили синглом, на нього існує відеокліп.

## Відеокліп
24 листопада 2009 р., за 11 років після створення, відео з'явилося на YouTube-каналі режисера Джозефа Калтіса. Калтіс зняв кліп 1998 року у Нью-Йорці та Лос-Анджелесі. Монтаж: Кандейс Кореллі. У відео поєднано неприкрашену похмурість ери Antichrist Superstar та блиск наступної ери Mechanical Animals. Вважається, що кліп мав стати сполучною ланкою між двома альбомами. У кінцевому підсумку реліз відео відклали через наявність у ньому оголеного тіла та малобюджетну якість, особливо у порівнянні з кліпом «The Dope Show», який мали випустити того ж року.
«Я зробив відеокліп сам з Менсоном, його так і не випустили, частково через цицьки та дуже малий бюджет».—  Джозеф Калтіс

## Версії
- «Apple of Sodom»  — Присутня на саундтреці стрічки Загублене шосе.
- «Apple of Sodom» (Live)  — Присутня на синглі «The Dope Show».
- «Apple of Sodom» (Live)  — Присутня на Dead to the World.